# Conophytum antonii
Conophytum antonii är en isörtsväxtart som beskrevs av Steven A. Hammer. Conophytum antonii ingår i släktet Conophytum, och familjen isörtsväxter. Inga underarter finns listade i Catalogue of Life.